# Plešćina (Plešćenica)
Koordinati:   43°48′33″N, 15°16′10″E
Plešćina je majhen nenaseljen otoček v Jadranskem morju. Pripada Hrvaški.
Plešćina, ki se v nekaterih zemljevidih imenuje tudi Plešćenica, leži v Narodnem parku Kornati, med otočkoma Borovnik in Bisaga okoli 1,6 km južno od Kornata. Površina otočka meri 0,042 km². Dolžina obalnega pasu je 1,26 km.